# Herbert Ferber
 Herbert Ferber  (* 30. April 1906 in New York; † 20. August 1991 in North Egremont, Massachusetts; gebürtig Herbert Ferber Silvers) war ein US-amerikanischer Bildhauer. Er war ein wichtiger Vertreter der Abstrakten Kunst nach dem Zweiten Weltkrieg.

## Leben
Ferber studierte ursprünglich Zahnmedizin, bevor er an der Columbia University bis 1927 Kunst und von 1927 bis 1930 Bildhauerei am Beaux Art Institute of Design in New York studierte. 1930 besuchte er die National Academy of Design in New York. Herbert Ferber nahm am ersten American Artists’ Congress 1936 teil und wurde Mitglied der Artists’ Union.
Ferber hatte seine erste Ausstellung im Jahr 1937 in den Midtown Galleries in New York. Im Jahr 1940 gründete er zusammen mit Meyer Schapiro, Adolph Gottlieb, Mark Rothko, Ilya Bolotowsky, Bradley Walker Tomlin und David Smith die Federation of Modern Painters and Sculptors als Abspaltung vom American Artists’ Congress. Er wurde 1941 in den Vorstand der Sculptors’ Guild (zusammen mit Chaim Gross, Robert Laurent und Hugo Robus) gewählt. Im Jahr 1959 war er Teilnehmer der documenta 2 in Kassel.
Seine Bildhauerei entwickelte sich von anfänglichen massiven Figuren aus Holz und Stein zu abstrakten, differenzierten Metall-Objekten aus Blei, Zinn, Kupfer, Stahl und Bronze, oft auch aus mehreren Metallen.
Von 1962 bis 1963 war Ferber Gastprofessor an der University of Pennsylvania, Philadelphia und von 1965 bis 1967 an der Rutgers University, New Brunswick in New Jersey. Er gab 1967 Vorlesungen am Morse College der Yale University, New Haven in Connecticut und bis 1979 an der Rice University in Houston, Texas.
Ferber heiratete 1944 in zweiter Ehe die deutsche Kunsthistorikerin und Emigrantin Ilse Falk.